# توزلا (استانبول)
توزلا (ترکی استانبولی: Tuzla) از ناحیه‌های قسمت آسیایی استانبول که در استان استانبول از ناحیه مرمره قرار گرفته‌است. طبق آخرین سرشماری به سال ۲۰۱۲ میلادی این ناحیه ۱۹۷٬۶۵۷ نفر جمعیت دارد.